# Katrin Auer
Katrin Auer (* 30. Juni 1974 in Steyr, Oberösterreich) ist eine österreichische Politikerin (SPÖ) und seit 2024 Abgeordnete zum österreichischen Nationalrat.

## Leben
Katrin Auer wurde in Steyr als erste von zwei Töchtern geboren. Sie ist verheiratet.

### Ausbildung und Beruf
Nach dem Besuch von Volksschule und Bundesgymnasium in Steyr studierte sie von 1992 bis 2000 Politikwissenschaft und Geschichte an der Universität Wien. Anschließend arbeitete sie als wissenschaftliche Mitarbeiterin am Institut für Konfliktforschung in Wien und im Datenmanagement der Austria Presse Agentur. Von 2005 bis 2010 war sie freiberufliche Historikerin, ehe sie Assistentin der Geschäftsführung eines Reisebüros wurde. Von 2012 bis 2019 war sie Geschäftsführerin des Museums Arbeitswelt in Steyr und nahm 2020 Bildungskarenz. In diesem Jahr besuchte sie den Universitätslehrgang Business Management an der Universität Graz. Seit 2016 hat sie verschiedene Positionen im Aufsichtsrat der Volkshilfe, der Stadtbetriebe Steyr und der Bezirksabfallverbände Holding inne.

### Politik
Im November 2021 wurde sie Bezirksparteivorsitzende der SPÖ Bezirk Steyr Stadt und Steyr Land sowie Stadträtin der Stadt Steyr. Als Abgeordnete zum Nationalrat ist sie Ersatzmitglied des ständigen Unterausschusses des Budgetausschusses.

### Ehrenamtliche Tätigkeiten
Katrin Auer engagiert sich ehrenamtlich als Obfrau des Frauenhauses Steyr, beim Verein Kulturregion Eisenwurzen Oberösterreich und als Obmann-Stellvertreterin im Mauthausen Komitee Steyr.